# Críticas e controvérsias envolvendo Fausto Silva
Lista de críticas e controvérsias envolvendo o comunicador Fausto "Faustão" Silva. Ao longo da carreira, o apresentador, conhecido por sua extrema sinceridade e bom humor, gerou controvérsias, muitas vezes devido a comentários tecidos no palco de seu programa.

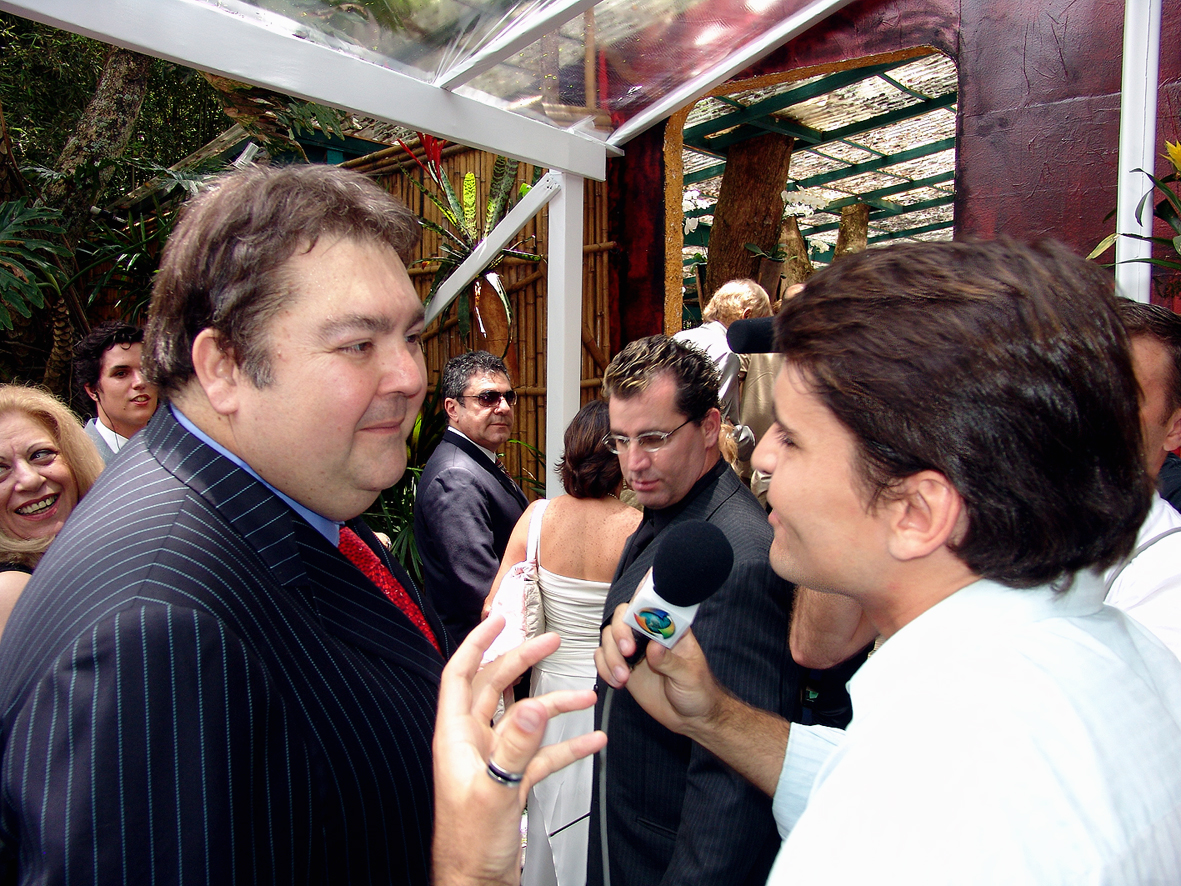
Faustão (à esq.) sendo entrevistado por um repórter da Rede Record.

## Controvérsias

### Defesa de Daniel
Em fevereiro de 2012, comentando o suposto estupro que teria ocorrido no programa Big Brother Brasil 12, Faustão defendeu o direito do ex-participante Daniel, o acusado por ter cometido tal ato, de se defender, dando sua versão em seu Domingão, e de, com isso, fazer com que o público decidisse se o brother voltaria ou não à casa. Contudo, o apresentador acabou batendo de frente nos bastidores, pois colocou novamente à tona, à altura, um assunto que já caía no esquecimento. Via Twitter, o diretor do reality show, Boninho, rebateu Fausto Silva, afirmando que o responsável pelo programa dominical vespertino da Rede Globo "não cuida do BBB".

### Melhores do Ano
Em março de 2013, durante a entrega do prêmio Melhores do Ano, promovido por seu programa, o apresentador criticou os atores Marcos Caruso e Eliane Giardini no ar, sem ao menos se dar conta do motivo da ausência da dupla, indicada à premiação. Tal atitude deixou o alto escalão global indignado. Um ano depois, no mesmo programa, Faustão se desculpou publicamente pelo ocorrido.

### Gordos
Três meses depois, apesar dos "escorregões" no inglês do cantor Luan Santana, convidado do programa, que interpretou a música "Someone like You", da britânica Adele, Faustão, desprezando tal fato, afirmou, que Santana fazia uma "homenagem a todas as gordinhas do mundo."
Em 2016, durante a entrega do prêmio Melhores do Ano, Faustão fez uma piada sobre o peso da cantora Marília Mendonça; em 2018 a cantora voltou ao programa e, mais magra, alfinetou o apresentador: ""Não vai falar que eu emagreci?".

### Caso de racismo
Em 27 de abril de 2014, Faustão teceu um comentário sobre o cabelo black power da dançarina Arielle Macedo, bailarina da cantora Anitta. Na ocasião, ele disse que ela tinha "cabelo de vassoura de bruxa". No domingo seguinte, ele se explicou:
“Brinquei falando que o cabelo era estilo ‘vassoura de bruxa’ porque era um cabelão vermelho. Algumas pessoas que querem transformar a internet em penico começam a achar que aquilo foi racismo. Absolutamente. Até porque ninguém mais do que eu, ao longo desses últimos 30 anos, fala quase todo domingo que caráter, competência e talento não têm nada a ver com a cor da pele, orientação sexual, opção religiosa, ter ou não ter dinheiro ou partido político”. Trabalha comigo gente da raça negra. Gente com 10, 20 anos [de Globo]. Acha que se eu tivesse esse comportamento essa gente estaria comigo?"
A dançarina postou em sua conta pessoal do Facebook, na mesma semana, um texto a respeito do comentário de Fausto. Ela apagou o comentário alguns dias depois de publicá-lo:
"Sobre o episódio do Faustão, fico muito feliz pelo carinho. Se me ofendi? Claro. Apelidos são o que mais recebo por aí. O racismo sempre vai existir. Ele se fortifica quando nos sentimos ofendidos. Eu tenho a minha forma de me manifestar quanto a isso. O cabelo é meu, a vida é minha e me acho linda. Isso é o mais importante! Não me deixo oprimir por nada e nem pela opinião de ninguém".

### Renèe de Vielmond
Em 6 de março de 2016, em uma participação de Rodrigo Santoro no programa, Faustão citou a atriz Renée de Vielmond, em um trabalho que fizeram juntos, alegando que a atriz havia falecido e deixou saudades. Entretanto, Renée está viva, o que gerou inúmeras controvérsias na mídia. Pouco depois, o apresentador corrigou o erro.

### Michel Temer
Em 25 de setembro de 2016, Faustão atacou o governo de Michel Temer com um palavrão durante o Domingão do Faustão. A reforma educacional foi o alvo da crítica do apresentador, no momento em que o ginasta Diego Hypolito participava do programa.
| “ | Aqui não tem a educação física e os caras iam tirar. Essa porra desse governo nem começou, não sabe se comunicar e já faz a reforma sem consultar ninguém. Então, o país que mais precisa da educação faz uma reforma com cinco gatos pingados, que não entendem porra nenhuma e tiram a educação física, que é fundamental na formação da população. | ” |

Criticado ao vivo, Michel Temer telefonou para o apresentador para explicar os pontos da reforma educacional apontados no programa.

### Política
Em janeiro de 2019, Fausto foi alvo de críticas nas redes sociais por em uma edição especial de seu programa no qual recebeu alguns artistas da Rede Globo, e como geralmente faz, começou a falar dos problemas que o Brasil enfrenta e principalmente criticando a classe política do País. O apresentador afirmou, sem citar nomes, que "tinha um imbecil que estava lá e não deveria estar" e era "um idiota que estava ferrando todo mundo". Imediatamente internautas associaram a frase ao presidente Jair Bolsonaro, que já estava no exercício do cargo. Em vídeo publicado, o apresentador negou que tenha se referido ao novo presidente, e ressaltou que a edição do programa que fez a declaração polêmica foi gravada no ano de 2018, quando o País estava ainda sob o governo Temer. Fausto ainda disse que torcia pelo êxito dos novos políticos eleitos, inclusive Bolsonaro.

### Assédio Moral
O ex-diretor-geral do “Domingão do Faustão” Alberto Luchetti, fez acusações graves a Fausto Silva, numa entrevista ao repórter Valmir Moratelli, da revista “Veja”. Segundo Alberto Luchetti: "Uma moça, Angela Sander, de tão perseguida por ele [Faustão], tomou remédio e cometeu suicídio. Foi uma desgraça que a Globo tentou esconder por todos os meios. Eu já estava fora. Ela estava tão desesperada, ele humilhou tanto ela, que um dia tomou remédio, foi dormir e não acordou mais”. Alberto continuou: "O assédio dele era o seguinte: tinha o costume de esculhambar a produção no ar e de pedir desculpa em particular. Criticava o trabalho em rede nacional. O que ele fazia com o Caçulinha era de chorar! Ele o humilhava, dizia que ele não sabia tocar [teclado], que era ultrapassado. Falou tanto que a Globo tirou ele".